# حبس ابد

نقشه حبس ابد؛ آبی: منسوخ شده‌است، قرمز: وجود دارد، سبز: فقط برای مردان

حبس ابد یا حبس دائم نوعی از مجازات حبس است که در آن محکوم باید تا پایان عمر خود در زندان به‌سر برد. این کیفر معمولاً برای بزرگترین بزه‌ها مانند قتل عمد، موارد شدید قاچاق انسان یا قاچاق مواد مخدر و دزدیهای بزرگی که با آدم‌کشی یا آسیب‌های جسمانی شدید همراه است، در نظر گرفته می‌شود. در بیشتر کشورهایی که مجازات اعدام لغو شده‌است، حبس ابد شدیدترین مجازات است.